# Гумор ТБ
Гумор ТБ (раніше — «Штепсель») — закритий український розважальний телеканал. Програмне наповнення телеканалу складалося з кумедних сюжетів, класичних комедій та програм.

## Про канал
Телеканал розпочав тестове мовлення 1 листопада 2008 року о 15:00, а повноцінне мовлення — 1 лютого 2009 року.
З 2010 року канал створив свій офіційний сайт, який був в стані розробки до 2015 і до останнього 2017 років, з 2015 року на сайті з'явилися онлайн-ігри невласного виробництва «Red Driver 4» і «Super Blast Billiards».
На початку свого існування телеканал мав 2 логотипи: поруч з «Гумор ТБ» знаходився логотип «Штепсель».
Програмне наповнення каналу сформувалося блоками: блок мультфільмів «Ржаники», блок вихідного дня «Гуморини із торбини», блок комедійних фільмів «Комедійний ульот», блок програм і виступів «Торба сміху» і блок комедійних фільмів, знятих у період з 1930 по 1955 роки «З чого реготали наші бабусі».
З 2012 року змінилось програмне наповнення: зі старого програмного наповнення залишився тільки блок «Комедійний ульот». Однак, доданий новий блок мультфільмів під назвою «Годинка для дитинки», а також блоки «Художній фільм» та «Художній фільм. RETRO».
На початку 2013 року канал почав транслювати російські програми та серіали, такі як: «О. С.П-студія» (до 2016 року), «33 квадратних метри», «Обережно, модерн!» та інші.
У грудні 2014 року канал, разом з «Бабай ТБ», припинив своє мовлення, пояснюючи це фінансовим становищем. Як писав топменеджер каналу у листі провайдерам програмної послуги: «події на півдні і сході України і, як наслідок, складна фінансова ситуація в країні призвели до суттєвого зменшення надходжень від реклами і падіння доходів від інших видів діяльності телеканалу». У лютому 2015 року телеканали відновили своє мовлення через Інтернет. А 15 червня 2015 року телеканали відновили своє телевізійне мовлення.
2016 року на засіданні Національної ради з питань телебачення та радіомовлення телеканал змінив час і супутник мовлення на «Eutelsat». Якщо раніше канал мовив 18 годин на добу (05:00—23:00), то опісля він мовив на 3 години менше (05:00-20:00). Однак, де-факто телеканал пішов із супутника «Amos 2» без відновлення на «Eutelsat». Також повернувся блок «З чого реготали наші бабусі». Щоправда, не на «Гумор ТБ», а на «Бабай ТБ».
2017 року канал отримав попередження від Національної ради з питань телебачення та радіомовлення за трансляцію фільму Даріо Ардженто «Гравець» 7 січня у слоті 20:00—21:30 («Бабай ТБ») замість прописаного у прокатному посвідченні показу після 22:00. Представниця мовника заявила, що канал помилився вперше, і що фільм транслювався з поміткою «18+» у червоному колі. Через це порушення регулятор призначив перевірку мовнику. Однак, її результати Нацрада розглянути не встигла через закриття каналів.
7 квітня 2017 року «Гумор ТБ» разом з «Бабай ТБ» де-факто припинили своє мовлення, не пояснивши причин. 12 травня ліцензії обох каналів були анульовані.

## Власники
Засновником і співвласником каналу, як і каналу «Бабай ТБ», був Вадим Сойреф, якому належали 98 % акцій двох телеканалів. Решта 2 % належали Ігореві Шапіро.

## Наповнення телеетеру

### Програми
- 3х4. Найкумедніше домашнє відео (2009)
- Мультфільми і кліпи — блок мультфільмів і музичних кліпів
- Фабрика анекдотів (2011)
- Дитячі одкровення (2011)
- Бадьорий ранок — ранкове шоу (2014)
- Ржаники — блок мультфільмів та мультсеріалів для дітей та дорослих (2009—2012)
- Маски-шоу (2009—2011)
- Комедійний квартет (2009—2010)
- ЖЕК (2009—2010)
- Приватна міліція (2009—2010)
- Смачні поради (2009—2010)
- Мамаду (2009—2010)
- За гроші (2009—2010)
- Парк гумору (2009—2010)
- Джентльмен-шоу (2011)
- Битва анекдотів — гумористично-анекдотичний батл з Геннадієм Попенко
- Комедійний ульот — блок комедійних фільмів (2009—2016)
- З чого реготали наші бабусі — блок комедійних фільмів, знятих у період з 1930 по 1955 роки (2009—2012)
- Торба сміху — блок комедійних фільмів, мультфільмів, виступів артистів гумористичного жанру (2009—2012)
- Гуморини із торбини — блок вихідного дня (2009—2012)
- Фабрика сміху (2011)
- Сміх з доставкою на будинок (2011)
- Годинка для дитинки (інші назви — «Хвилинка для дитинки» і «Хвилинка для малятка» (рос. Минутка для ребёнка; Минутка для малютки))
- Клуб гумору (2012)
- О.С.П.-студія (2013—2016)
- Халі-галі (2013)
- Приколи від Дяді Жори (рос. Приколы от Дяди Жоры, 2014)[21]
- BIGUDI-SHOW
- Хі-хоп парад
- Ухти-пухти
- Мистецтво їсти
- Професійні ігри
- Добрий день, сідайте!
- Комедіанти
- Зіркові посиділки
- Дитячі мудрості
- Weekend show
- Movie Box
- Як би шоу[22]
- Кухонька
- Funny kids
- Чудо-торба («Люкс ТБ», «Телемедіа»)
- Дітки-предки
- #Backstage (2016)
- Не лякайтесь! (2016)
- Байки (2016)
- Короткометражки DZIDZIO (2016)
- Wow Effect (2017)

### Мультфільми та мультсеріали (2009—2016)
- S. O. S. (з героями Села дурнів) (2010)[23][24][25]
- Оггі та кукарачі (2009—2014)
- Еркі Перкі
- Фікс і Фоксі та їхні друзі
- Новорічні курйози (2010)
- Сімейка піратів (2010—2011)
- Козаки (2011)
- Три Паньки (2011)
- Парасолька (2011)
- Весела карусель (2011—2012)
- Трилогія Вінні-Пух (1969―1972)
- Ну, постривай![22] (2009—2016)
- Галактичний футбол (2013)
- Злий хлопчик (2013)
- Людина-павук (1994)
- Скарби острова черепах (2013)
- Кенді-Кенді (2014)
- Привіт, Сендібелл! (2014)
- Крихітка Мемоль (2014)
- Бернард (2015)
- Рінтіндамб (2016)
- Хрюсик і Мухася (2016)

### Телесеріали (2009—2016)
- Балади про гусарів (2009—2010)
- Міліцейська академія (2012—2013)
- Конан (2013)
- Відчайдушні батьки (2012)
- Таємниці кохання (2012)
- Елен і друзі (2013)
- 33 квадратних метри (2013)
- Обережно, модерн! (2013)
- Повний вперед! (2013)
- Взяти Тарантіно (2014)
- Таксистка (2014)
- Не сваріться, дівчата! (2014)
- У меншості (2016)
- Вероніка Марс (2016)
- Так мало часу (2016)
- Сімейне свято (2016)
- Чудопад (2016)

### Блок «З чого реготали наші бабусі» (2009—2012)
- Мартин Боруля
- В степах України
- Весілля Кречинського (1953)[26]
- Весілля з приданим
- Учитель танців
- Школа лихослів'я
- Тарапунька і Штепсель під хмарами
- Смеханічні пригоди Тарапуньки та Штепселя[27]
- Слуга двох панів

## Блок «Комедійний ульот» (2009—2016)
- Прохіндіада, або Біг на місці[27]
- Королі швидкості (2004)
- Про бідного гусара замовте слово[27]
- Від і до (1976)
- Без року тиждень
- Нічні забави
- Весілля сойок (1984)
- Кін-дза-дза!
- Дещо з губернського життя
- Уявний хворий
- Здрастуйте, я ваша тітка!
- Звичайне диво
- Крок назустріч
- Бідна Маша
- Повернення «Броненосця»
- Подорож мсьє Перрішона
- Ця весела планета
- Неймовірне парі, або Істинна пригода, що благополучно завершилася сто років тому
- Продається детектор брехні
- Сватання на Гончарівці
- Під дахами Монмартра
- Ефект Ромашкіна
- Дульсінея Тобоська
- Страховий агент
- Посмішка Меломети
- 12 стільців
- Сімейний план
- Пеппі Довгапанчоха (1984)
- Справа про «Мертві душі»
- Біжи, товстун, біжи!
- Сміх і кара
- Нелюдь
- Знайдеш друга, придбаєш скарб

## Українськи програми
- 6 соток
- Dude Perfect. Overtime
- Improv Live Show
- А я зараз вам покажу з Дмитром Танковичем
- АгроЕра
- Бігуді-шоу
- Вар'яти
- Вечірній Квартал

- Гпу
- Дизель Шоу
- Дім на заздрість всім
- Ера будівництва
- Знак якості з Костянтином Грубичем
- Ігри приколів
- Концерт Михайло Задорнова
- Квадратний метр
- Ліга сміху
- Майстри ремонту
- Мамахохотала-шоу
- Педан-Притула шоу
- Приколи від Дяді Жори
- Садові поради
- СВ-шоу
- Скептик
- Стенд-ап шоу
- Тепло.ua з Миколою Васильковим
- Удачний проект
- Шиканемо з Кузьмою Скрябін
- Школа лікаря Комаровського
- Шоу Братів Шумахерів

## Українськи серіали
- Байки Мітяя
- Будиночок на щастя
- Великі Вуйки
- Вечірка
- Вижити за будь-яку ціну
- Віталька
- Встигнути до 30
- Готель «Галіція»
- Дефективи
- Євродиректор
- ЖК «Сімейки»
- Заряджені
- Зв'язок
- Здамо будиночок біля моря
- Кандидат
- Коли ми вдома
- Копи на роботі
- Королі палат
- Країна У
- Куратори
- Леся+Рома
- Марк+Наталка
- Медфак
- На трьох
- «Найкращий» тиждень мого життя
- Нове життя Василини Павлівни
- Одного разу під Полтавою
- Останній москаль
- Папаньки
- Папік
- Полкан
- Прибулець
- Пригоді Бампера і Суса
- Ромео і Джульєтта із Черкас
- Свати
- Село на мільйон
- СидОренки-СидорЕнки
- Слуга народу
- СуперКопи
- Три сестри
- Швидка
- Юрчишини

## Логотипи
Телеканал змінив 3 логотипи. Логотипи знаходилися у правому верхньому куті.
| Логотип | Опис |
| ------- | --- |
|         | З 1 лютого 2009 до 25 серпня 2012 року логотипом було анімоване різнокольорове слово «Гумор», праворуч якого дрібний білий напис «ТБ».                        |
|         | З 26 серпня 2012 до 2016 року логотип змінив стиль і став помаранчевого кольору. Замість літери «О» була помаранчева посмішка, а напис поруч змінено на «TV». |
|         | З 2016 до 7 квітня 2017 року у логотипа були інший стиль та змінений шрифт напису. Напис «TV» було прибрано. Логотип став жовтого кольору.                    |